# Емерсон (Арканзас)
Емерсон (англ. Emerson) — місто (англ. town) в США, в окрузі Колумбія штату Арканзас. Населення — 293 особи (2020).

## Географія
Емерсон розташований на висоті 98 метрів над рівнем моря за координатами 33°5′50″ пн. ш. 93°11′45″ зх. д. / 33.09722° пн. ш. 93.19583° зх. д. (33.097284, -93.195880). За даними Бюро перепису населення США в 2010 році місто мало площу 2,57 км², уся площа — суходіл.

## Демографія
Згідно з переписом 2010 року, у місті мешкало 368 осіб у 132 домогосподарствах у складі 97 родин. Густота населення становила 143 особи/км². Було 174 помешкання (68/км²).
Расовий склад населення:
| - 66,6 % — білих - 32,6 % — чорних або афроамериканців - 0,3 % — азіатів |

До двох чи більше рас належало 0,0 %. Іспаномовні складали 1,1 % від усіх жителів.
За віковим діапазоном населення розподілялося таким чином: 33,7 % — особи молодші 18 років, 55,2 % — особи у віці 18—64 років, 11,1 % — особи у віці 65 років та старші. Медіана віку мешканця становила 35,0 року. На 100 осіб жіночої статі у місті припадало 103,3 чоловіків; на 100 жінок у віці від 18 років та старших — 98,4 чоловіків також старших 18 років.
Середній дохід на одне домашнє господарство становив 38 136 доларів США (медіана — 28 750), а середній дохід на одну сім'ю — 50 190 доларів (медіана — 43 750). За межею бідності перебувало 21,9 % осіб, у тому числі 14,4 % дітей у віці до 18 років та 30,0 % осіб у віці 65 років та старших.
Цивільне працевлаштоване населення становило 133 особи. Основні галузі зайнятості: виробництво — 26,3 %, освіта, охорона здоров'я та соціальна допомога — 15,8 %, мистецтво, розваги та відпочинок — 13,5 %.
За даними перепису населення 2000 року в Емерсоні проживало 359 осіб, 97 сімей, налічувалося 138 домашніх господарств і 165 житлових будинків. Середня густота населення становила близько 138 осіб на один квадратний кілометр. Расовий склад Емерсона за даними перепису розподілився таким чином: 64,07 % білих, 35,10 % — чорних або афроамериканців, 0,56 % — представників змішаних рас, 0,28 % — інших народів. Іспаномовні склали 1,67 % від усіх жителів містечка.
З 138 домашніх господарств в 35,5 % — виховували дітей віком до 18 років, 50,7 % представляли собою подружні пари, які спільно проживали, в 15,2 % сімей жінки проживали без чоловіків, 29,7 % не мали сімей. 26,8 % від загального числа сімей на момент перепису жили самостійно, при цьому 13,8 % склали самотні літні люди у віці 65 років та старше. Середній розмір домашнього господарства склав 2,60 особи, а середній розмір родини — 3,16 особи.
Населення містечка за віковим діапазоном за даними перепису 2000 року розподілилося таким чином: 28,7 % — жителі молодше 18 років, 7,5 % — між 18 і 24 роками, 28,4 % — від 25 до 44 років, 17,3 % — від 45 до 64 років і 18,1 % — у віці 65 років та старше. Середній вік мешканця склав 36 років. На кожні 100 жінок в Емерсоні припадало 92,0 чоловіків, у віці від 18 років та старше — 88,2 чоловіків також старше 18 років.
Середній дохід на одне домашнє господарство в містечкі склав 32 969 доларів США, а середній дохід на одну сім'ю — 40 000 доларів. При цьому чоловіки мали середній дохід в 32 333 долара США на рік проти 17 500 доларів середньорічного доходу у жінок. Дохід на душу населення в містечкі склав 14 988 доларів на рік. 17,7 % від усього числа сімей в окрузі і 27,2 % від усієї чисельності населення перебувало на момент перепису населення за межею бідності, при цьому 46,9 % з них були молодші 18 років і 16,3 % — у віці 65 років та старше.